# ریگاچ
ریگاچ (به مجاری:  Rigács) یک شهرداری در مجارستان است که در وسپرم واقع شده‌است. ریگاچ ۶٫۱۷ کیلومتر مربع مساحت و ۱۹۱ نفر جمعیت دارد.